# Episodi di Saving Hope (quinta stagione)
La quinta e ultima stagione della serie televisiva Saving Hope, composta da 18 episodi, va in onda in prima visione assoluta negli Stati Uniti da NBC e in Canada da CTV dal 12 marzo al 3 agosto 2017.
In Italia la stagione è stata trasmessa dal 26 novembre 2017 al 4 febbraio 2018 su Fox Life.
| n° | Titolo originale                     | Titolo italiano               | Prima TV originale | Prima TV Italia  |
| -- | ------------------------------------ | ----------------------------- | ------------------ | ---------------- |
| 1  | Doctor Destiny                       | Il Dottor Dustiny             | 12 marzo 2017      | 26 novembre 2017 |
| 2  | Midlife Crisis                       | Crisi di mezza età            | 19 marzo 2017      | 26 novembre 2017 |
| 3  | Birthday Blues                       | Un malinconico compleanno     | 26 marzo 2017      | 3 dicembre 2017  |
| 4  | A Stranger Comes to Town             | Uno straniero arriva in città | 2 aprile 2017      | 3 dicembre 2017  |
| 5  | Tested and True                      | Un bel gesto d'amore          | 9 aprile 2017      | 11 dicembre 2017 |
| 6  | Doctor Robot                         | Quando scende la notte        | 16 aprile 2017     | 17 dicembre 2017 |
| 7  | Gutted                               | Il fallimento di Thomas       | 23 aprile 2017     | 24 dicembre 2017 |
| 8  | Knowing Me, Knowing You              | Non ti conosco, ma ti amo     | 30 aprile 2017     | 7 gennaio 2018   |
| 9  | All Our Yesterdays                   | Memorie                       | 7 maggio 2017      | 7 gennaio 2018   |
| 10 | Change of Heart                      | Unite per sempre              | 8 giugno 2017      | 14 gennaio 2018  |
| 11 | Nightmares and Dreamscapes           | Incubi e sogni                | 15 giugno 2017     | 14 gennaio 2018  |
| 12 | Leap of Faith                        | Trucchi di magia              | 22 giugno 2017     | 21 gennaio 2018  |
| 13 | Problem Child                        | Figli                         | 29 giugno 2017     | 21 gennaio 2018  |
| 14 | We Need to Talk About Charlie Harris | A proposito di Charlie        | 6 luglio 2017      | 28 gennaio 2018  |
| 15 | Fix You                              | Nulla va perduto              | 13 luglio 2017     | 28 gennaio 2018  |
| 16 | La famiglia                          | Famiglia                      | 20 luglio 2017     | 4 febbraio 2018  |
| 17 | First and Last                       | Seconda chance                | 27 luglio 2017     | 4 febbraio 2018  |
| 18 | Hope Never Dies                      | La speranza non muore mai     | 3 agosto 2017      | 4 febbraio 2018  |